# 笹川裕昭
笹川 裕昭（ささがわ ひろあき、1978年3月28日 - ）は、日本のフリーアナウンサー。

## 来歴
埼玉県与野市（現：さいたま市中央区）出身。大東文化大学文学部中国文学科在学中に放送部に所属し、その際に行ったスポーツイベントを通じてスポーツアナウンサーの道を志す。
2001年にエフエム群馬に入社し、スポーツ番組を担当するほか、全国高等学校野球選手権群馬大会実況中継では入社3年目から決勝戦を担当。スポーツ関連番組では番組制作なども担当した。
2017年にエフエム群馬を退社し、フリーランスとして活動開始。フットメディアに所属し、サッカーやモータースポーツ、ゴルフなどの実況を担当する傍ら、群馬県に引き続き居住し、エフエム群馬でも在職時から引き続いて高校野球中継の実況などを担当している。

## 主な担当番組
- あさナビ
- EXCITING THE SPA
- FIA世界ツーリングカーカップ中継(J SPORTS)
- FIAフォーミュラE世界選手権中継
- DAZN Jリーグ中継
- DAZN プロ野球中継
- DAZN サイクルロードレース中継
- DAZN モータースポーツ中継
- GOLFTV